# Sadi Carnot (politiker)

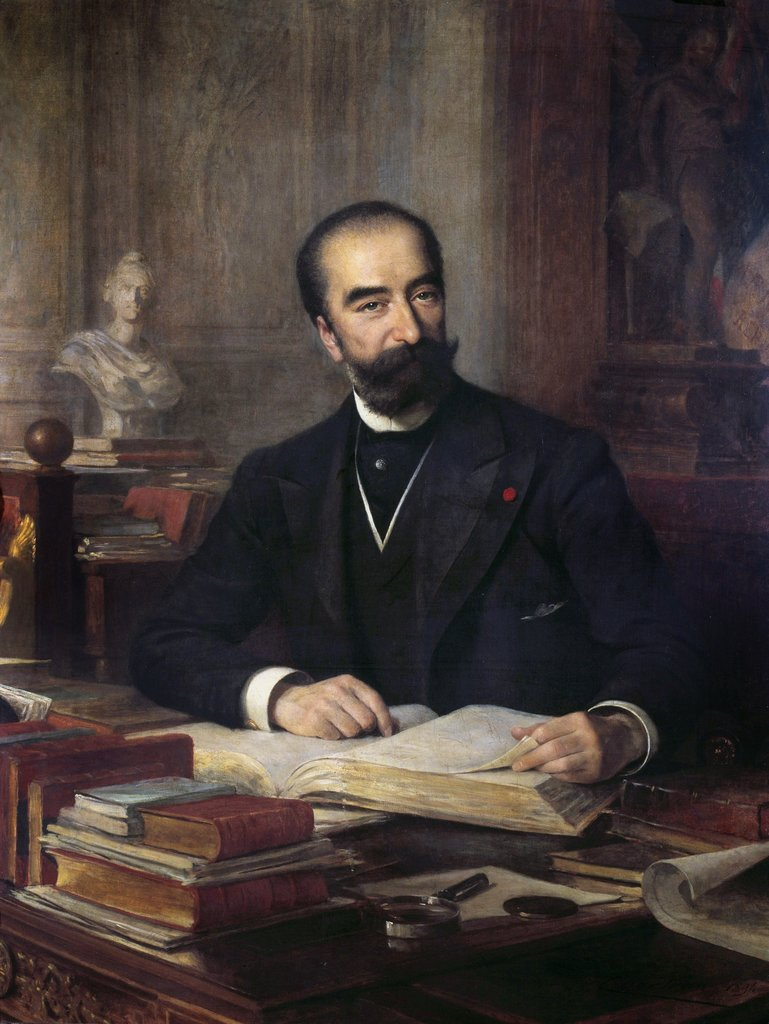
Marie François Sadi Carnot, porträtt av Théobald Chartran.

Marie François Sadi Carnot, född 11 augusti 1837 i Limoges, död 25 juni 1894 i Lyon (mördad), var en fransk statsman och den tredje republikens fjärde president från 1887 fram till sin död 1894. Han var son till Hippolyte Carnot, brorson till Nicolas Léonard Sadi Carnot och bror till Adolphe Carnot.
Sadi Carnot genomgick École polytechnique samt École nationale des ponts et chaussées och anställdes 1863 såsom ingenjör i Annecy, där han utförde flera viktiga arbeten, bland annat Rhônebron vid Collonge. I januari 1871 blev han prefekt i departementet Seine-Inférieure och fick i uppdrag att organisera nationalförsvaret i Normandie. I februari samma år invaldes han i nationalförsamlingen, där han slöt sig till vänstern, till partigruppen "Union républicaine", och efter den nya författningens genomförande utsågs han 1876 av valkretsen Beaune till ledamot i deputeradekammaren och blev efter upplösningen 1877 återvald. I augusti 1878 blev han understatssekreterare i ministeriet för allmänna arbeten och övertog 23 september 1880 själv chefskapet för detta ministerium i Jules Ferrys kabinett samt avgick med honom 14 november 1881. Såsom moderat republikan röstade han i kammaren, dit han återvaldes 1881 och 1885, emot religionsundervisningens uteslutande ur skolorna och mot förslaget om domares avsättlighet.
Han utsågs 1883 och 1884 till en av kammarens vicepresidenter. Han övertog 6 april 1885, i Henri Brissons ministär, åter departementet för allmänna arbeten, men utbytte det några dagar därefter mot finansdepartementet, vars chef han fortfor att vara även i Charles de Freycinets därpå följande kabinett till 11 december 1886. Efter presidenten Jules Grévys avgång uppställdes Carnot jämte Ferry och Freycinet såsom kandidat till presidentämbetet. Vid första omröstningen, 3 december 1887, erhöll han högsta röstetal, ehuru ej det bestämda minimitalet; vid den andra fick han 616 röster av 827. Han mottogs med förtroende av alla republikanska partier och sökte efter bästa förmåga motsvara detta. Genom sin fläckfria karaktär blev han ett stöd för republiken, särskilt emot Georges Boulangers omstörtningsplaner. Hans yttre uppträdande var i allt sådant, som fransmännen fordrade av statschefen, och genom sina många resor i landet gjorde han sig väl bekant med de olika landsdelarnas behov och önskningar samt vann en allt större popularitet. Särskilt anslog det utmärkta sätt, varpå han representerade vid republikens hundraårsfest 1889 och vid de fester, som stod i sammanhang med den av honom då öppnade stora världsutställningen i Paris. 
Såsom regent var han väl mycket passiv, lämnande åt ministrarna att utföra de åtgärder, som de fann lämpliga, men en fransk president torde knappast vara i tillfälle att handla annorlunda. Även det närmande till Ryssland, som under hans regering ägde rum och som fick ett uttryck i en fransk flottavdelnings besök i Sankt Petersburg 1891 och en rysk flottas motbesök i Toulon 1893, bidrog att hos folket stärka sympatierna för Carnot. Under ett besök i Lyon blev han på kvällen 24 juni 1894 i sin vagn dödligt sårad med ett dolkhugg av en italiensk anarkist, Santo Caserio, och avled påföljande natt. Den sorg och förbittring, som mordet uppväckte inte bara i Frankrike, utan även i utlandet, visade vilken allmän aktning han skaffat sig. I staden Nolay avtäcktes den 8 september 1895 en minnesvård, framställande Frankrike, som tar den döende Carnot i sin famn, och i Nancy avtäcktes 28 juni 1896 en 10 meter hög obelisk (med Carnots porträttmedaljong i brons och två allegoriska kvinnofigurer i brons) till minne av hans besök i Nancy 1892 och möte där med storfurst Konstantin från Ryssland. Även i bland annat Fontainebleau, Angoulême, Annecy och Limoges restes minnesvårdar över honom.